# Gaius Septimius Severus Aper
Gaius Septimius Severus Aper war ein römischer Politiker und Senator, der zu Beginn des 3. Jahrhunderts lebte.
Aper stammte wie Kaiser Septimius Severus aus Leptis Magna und war wahrscheinlich ein Sohn des Suffektkonsuls von 153 Publius Septimius Aper. Er war im Jahr 207 zusammen mit Lucius Annius Maximus ordentlicher Konsul; dies ist durch Militärdiplome, die auf den 30. März und den 20. Oktober 207 datiert sind, belegt. Aper ist möglicherweise der in der Historia Augusta genannte Afer, der Ende 211/212 auf Befehl Kaiser Caracallas hingerichtet wurde.